# Roppen
Roppen est une commune autrichienne du district d'Imst dans le Tyrol. Roppen est un endroit pittoresque, entouré de paysages montagneux, et il offre des vues magnifiques sur la vallée de l’Inn et le plateau de Mieming. C’est un lieu où l’histoire et la nature se rejoignent dans un cadre alpin authentique.

## Histoire
Le village de Roppen a été mentionné pour la première fois dans des documents en 1260 sous le nom de “Roupen”, mais son peuplement a commencé il y a déjà 3000 ans.